# 1523 în literatură
- 1522 în literatură — 1523 în literatură — 1524 în literatură

Anul 1523 în literatură a implicat o serie de evenimente semnificative. 

## Evenimente
Călugărul Hans Tausen se duce la Wittenberg, unde se întâlnește cu Martin Luther

## Eseuri
- Erasmus din Rotterdam - Naufragiul

## Decese
Format:1523